# アルファロメオ・147
アルファロメオ・147（Alfa Romeo 147）は、イタリアの自動車会社アルファロメオが2000年から2010年にかけて製造、販売したハッチバック型の乗用車である。

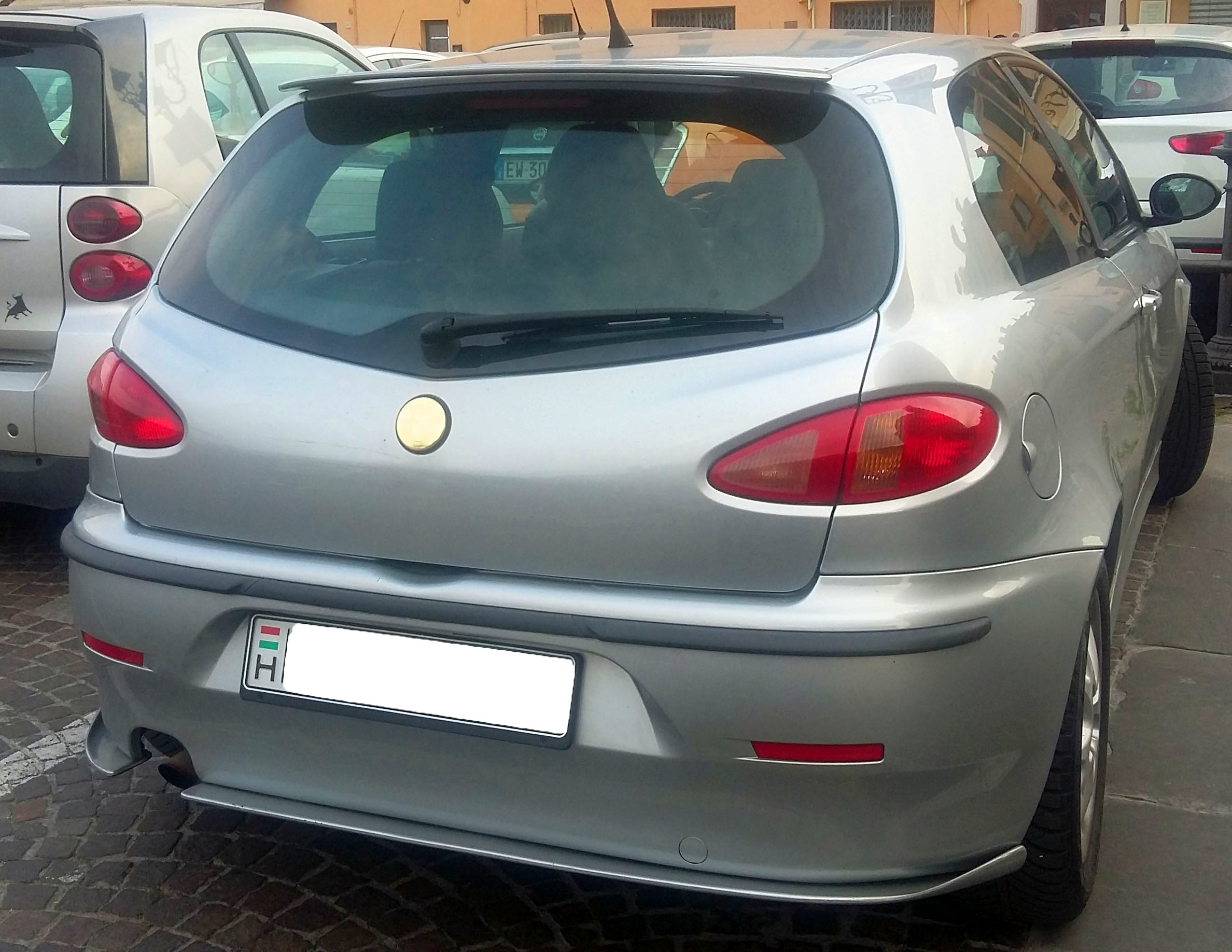
アルファロメオ・147, リア

## 概要
145/146の後継車種で、2000年のモンディアル・ド・ロトモビルでデビューし、2001年のヨーロッパ・カー・オブ・ザ・イヤーを受賞している。スタイリングは当時アルファロメオ・デザインセンターに在籍していたワルテル・デ・シルヴァ、アンドレアス・ザパティナス、ヴォルフガング・エッガーの共同作業による。
エンジンは全て直列4気筒で、ガソリンが4種類、ディーゼルは6種類が展開された。駆動方式は、全グレードFFである。トランスミッションは、5速MTの他「セレスピード」と呼ばれるセミオートマチックトランスミッションも用意された。またステアリングの表側に設置されていた変速ボタンは、ステアリングホイール裏側のコラムにパドルの形で移設された。
サスペンションは、フロントにダブルウィッシュボーン、リヤにマクファーソンストラットを採用し、前後ともにコイルばねである。
2004年、ジョルジェット・ジウジアーロのデザインによるフェイスリフトを実施。ヘッドライト、テールライト、フロントグリルの意匠を大きく変更、内装アップグレードの他、新型ディーゼルエンジン追加、サスペンション改良なども行われた。
2010年に後継車種のジュリエッタが発表された。

## 日本での販売
日本では2001年10月からフィアットオートジャパン株式会社が輸入を開始。「2002年度インポートカーオブザイヤー」や「2002-2003グッドデザイン賞」を受賞している。日本に導入されたのは下記のガソリンエンジンのみで、ディーゼルエンジンの輸入はなかった。
- 1.6TSは1,600ccの直列4気筒ツインスパークエンジンを搭載した、下位グレードである。2.0TSから一部の安全装置と、BOSE製のサラウンドシステムを省略したものとなっている。トランスミッションはマニュアルのみ。グレード名の「TS」は、1シリンダーに2本のスパークプラグを配したツインスパークエンジンから来ている。2.0TSも同様。

- 2.0TSは2,000ccの直列4気筒ツインスパークエンジンを搭載した、標準グレードである。VDC（横滑り防止機構）、MSR（エンジンブレーキ・トルクコントロール）、アンチロック・ブレーキ・システム等の安全装置とBOSE社製のサラウンドシステムを搭載している。トランスミッションはマニュアルと5速セレスピードの2つが選べる。ドア枚数は3枚/5枚。2008年にはドゥカティとのコラボレーションモデル「アルファ147 ドゥカティ コルセ」が限定販売された[1]。

- 2.0TIは2.0TSにディスチャージヘッドランプと17インチアロイホイール、革製の内装を装備したグレード。特別仕様であったが、継続して販売されている。TIは Turismo Internazionaleの頭文字を取ったものである。

- GTAはボディサイズを横に拡大し、3,200ccのV型6気筒エンジンをフロントに横置きに搭載した最上級グレード。アルファロメオ・GTと並び、アルファロメオ伝統のV6エンジン“6（セイ）”最後の搭載車となる。フロントグリル脇にエアインテークを追加。専用バンバーはターンシグナルの位置を変更し、GTA専用の意匠となっている。トランスミッションはマニュアル（左ハンドルのみ）と6速セレスピード（右ハンドルのみ）の2つが選べる。3ドアのみ。内装にGTAのロゴマークを配置し、インパネも濃い灰色を基調にデザインされており、他の147とは差別化が図られている。ホイールはスピードライン製17インチGTA専用アロイホイール。フロントブレーキキャリパーはブレンボ製（ブレーキローター径が年式により大型化されている）。

2009年10月からは「Speciale」「Speciale Premium」「Speciale Sport」の3グレードで2,000ccエンジンに5速セレスピードの組み合わせのみとなった。
2011年3月に完売の発表がフィアットグループオートモービルズジャパン公式サイト上で発表された。